# Sauropus compressus
Sauropus compressus är en emblikaväxtart som beskrevs av Johannes Müller Argoviensis. Sauropus compressus ingår i släktet Sauropus och familjen emblikaväxter. Inga underarter finns listade i Catalogue of Life.